# Canone di Star Trek
Il canone di Star Trek comprende generalmente la serie classica, Star Trek: The Next Generation, Star Trek: Deep Space Nine, Star Trek: Voyager, Star Trek: Enterprise, Star Trek: Picard, Star Trek: Discovery, Star Trek: Strange New Worlds e gli undici film della saga, escludendo quindi i romanzi e i videogiochi. Tuttavia, lo stesso sito ufficiale di Star Trek afferma che questa definizione non è assoluta, ma che ciò che costituisce il canone è fluido e aperto all'interpretazione e al dibattito.

## Serie TV
Come regola, tutte le serie TV dal vivo di Star Trek che sono andate in onda sono canoniche, mentre la serie animata e la serie programmata (ma non girata) Star Trek: Phase II non lo sono. Tuttavia, questo non chiarisce quale versione degli episodi sono canoniche: infatti diversi episodi sono stati trasmessi in diverse versioni, più lunghe o più corte a seconda delle esigenze televisive. Negli anni Sessanta, gli episodi della serie classica duravano 51 minuti (un'ora contando la pubblicità), e della stessa lunghezza sono i DVD distribuiti. Tuttavia, in repliche più recenti, queste puntate sono state trasmesse in versioni da 42 minuti, e il problema della canonicità dei nove minuti mancanti non è mai stato affrontato. Allo stesso modo, quando episodi speciali della lunghezza di due ore sono trasmessi in syndication, diversi minuti devono essere tagliati per far spazio alla duplicazione della sigla e dei crediti. Infine, gli episodi rimasterizzati della serie classica, presentati nel 2006, presentano diverse differenze visive rispetto agli episodi originali. Non vi è stato alcun comunicato ufficiale su quale di queste versioni è da considerare canonica.
Per complicare il fatto, è stato notato che Gene Roddenberry, il creatore di Star Trek, era in un certo senso un revisionista per i problemi del canone. Le persone che hanno lavorato con lui ricordano che anziché decidere sulla canonicità di una serie o di un episodio, preferiva farlo punto per punto: nel caso avesse cambiato idea su qualcosa, o qualcosa in un episodio contraddiceva quello che considerava un fatto più importante in un altro episodio, non aveva problemi a dichiarare quello specifico dettaglio non canonico.
(Richard Arnold)
(Paula Block)
Un altro fattore che contribuisce a confondere la differenza tra canone e non canone è il fatto che alcuni sceneggiatori hanno incluso elementi da popolari opere non canoniche in episodi canonici. Questo è il caso, ad esempio, di alcuni concetti che sono apparsi per la prima volta nell'episodio Viaggio a ritroso nel tempo, tra cui il deserto chiamato "la Fornace" e la città di ShiKahr, situati su Vulcano, che sono poi stati usati in Star Trek: Enterprise, nel trittico di episodi iniziato con La fornace. Tuttavia, sebbene elementi della serie animata sono canonici, la serie in sé rimane non canonica.
Un altro problema viene dal testo che appare ad esempio sui monitor dei computer, ma che non sono leggibili durante l'episodio, ad eccezione delle trasmissioni moderne in alta definizione. La trascrizione del testo può spesso essere ottenuta attraverso interviste e foto di scena; questo pone il problema della canonicità di queste informazioni. Sebbene non ci sia risposta valida per questo materiale in generale, almeno una parte di esso, come i dati biografici visti su un monitor durante l'episodio In uno specchio oscuro, sono stati esplicitamente dichiarati non essere completamente canonici.

## Film
Tutti i film di Star Trek sono considerati canonici. Tuttavia, come nel caso degli episodi televisivi, non è specificato quale versione sia canonica; questo lascia irrisolta la canonicità di scene tagliate dalla versione cinematografica ma incluse nella versione per il mercato domestico o nel director's cut. Questo è il caso, ad esempio, di una scena del secondo film, L'ira di Khan, in cui viene rivelato che Peter Preston è il nipote di Scotty.
È stato inoltre riferito che Roddenberry non era soddisfatto dei film, e che "non li considerava canonici". Sfortunatamente, non esiste alcuna lista definitiva dei film che non piacevano a Roddenberry, o degli elementi che non considerava facenti parte del canoni. Ad esempio, il libro Star Trek Chronology afferma che Roddenberry considerava elementi de L'ultima frontiera e di Rotta verso l'ignoto apocrifi, ma senza specificare quali in particolare.
Neppure il problema della canonicità dei contenuti extra dei DVD, come ad esempio le scene cancellate, è stata mai presa in considerazione.

## Pubblicazioni

### Romanzi
Molti dei romanzi originariamente pubblicati dalla Pocket Books non sono considerati parte del canone. Questa è stata una linea guida fissata presto da Gene Roddenberry, e ripetuta molte volte dalle persone che hanno lavorato con lui.
(Richard Arnold, 1991)
Tuttavia, anche questa regola ha le sue eccezioni. Due romanzi basati su Voyager, scritti da Jeri Taylor (co-creatore e produttore della serie), Mosaic e Pathways, furono scritti all'inizio della produzione, e fornivano dettagli sui personaggi principali. Queste erano pensate per essere canoniche, e per essere usate come fonti dagli sceneggiatori quando facevano muovere i personaggi; questi romanzi sono a volte nominati come le uniche eccezioni alla regola. Tuttavia, poiché alcuni dettagli sui personaggi menzionati nei libri non sono mai stati usati in alcun episodio di Voyager, il loro status come canone è oggetto di dibattito.

### Trasposizioni letterarie
Le trasposizioni letterarie degli episodi e dei film non sono considerate canone. Anche questa tradizione risale a Gene Roddenberry; egli scrisse l'adattamento del primo film, che includeva molti dettagli non inclusi nel film, come ad esempio la rivelazione che la donna morta nell'incidente al teletrasporto era l'amante di Kirk. Sebbene questo romanzo gettava luce su molti punti lasciati irrisolti nel film, è stato detto che Roddenberry non lo considerava canone.

### Libri di riferimento
Un caso speciale è quello dei reference book non narrativi, come la Star Trek Encyclopedia,  Star Trek Chronology o i "manuali tecnici" di The Next Generation o Deep Space Nine. Al contrario dei libri e dei romanzamenti, questi manuali non sono mai stati esplicitamente dichiarati non canonici, e il fatto che siano stati ufficialmente omologati dalla Paramount e che siano stati seguiti dagli sceneggiatori come guide serve a dargli un'aura di credibilità. Lo stesso Roddenberry li considerava parte del background di Star Trek. Allo stesso tempo, Michael Okuda e Rick Sternbach, due consulenti tecnici e artistici sin da The Next Generation e autori di diversi di questi manuali, considerano il loro lavoro "abbastanza ufficiale".   Tuttavia, essi si fermano prima di chiamare il loro lavoro "canone", lasciando aperto il dibattito.
Lo sceneggiatore e co-produttore Ronald D. Moore scarta questo materiale come "speculazione", e dice che lo staff di scrittori non lo considera canone. Tuttavia la Viacom, che possiede la Paramount, sembra pensarla differentemente: in una serie di post sui forum nel sito ufficiale di Star Trek, il direttore Harry Lang non lasciò dubbi che lui consideri questi libri canonici.

### Altre pubblicazioni
I fumetti e le riviste su Star Trek non sono considerate canone. Tuttavia Roberto Orci, sceneggiatore dell'undicesimo film della serie, ha dichiarato di considerare Star Trek: Countdown, fumetto realizzato in previsione del film, come parte del canone, sebbene riconosca di non poter prendere una decisione in merito.

## Altro materiale
Nulla di ciò che avviene nei videogiochi legati a Star Trek, nell'attrazione Star Trek: The Experience, nei fandom è considerato canone.

### Materiale approvato da Roddenberry
Basandosi sulla quantità di controllo creativo che Roddenberry ha esercitato sulla prima stagione di Star Trek, alcuni hanno sostenuto che solo ciò che è stato approvato da Roddenberry possa essere considerato canone. Un approccio di questo tipo vorrebbe eliminare dal canone tutto ciò che non era gradito a Roddenberry, così come tutto ciò che è stato prodotto dopo la sua morte, inclusi cinque film e tre serie TV.
Tuttavia lo stesso Roddenberry rimproverò preventivamente questa attitudine. Egli aveva sperato che Star Trek sarebbe andato avanti dopo la sua morte, aspettandosi che sarebbe migliorato costantemente con le generazioni successive, che guardandosi indietro avrebbero visto nella sua opera semplicemente l'inizio di qualcosa migliore e più grande. Roddenberry chiaramente non intendeva che Star Trek fosse limitato al suo lavoro, ma che avrebbe incluso tutto il lavoro delle future generazioni.

### Lingua Klingon
La lingua klingon fu ideata per la prima volta da James Doohan per il primo film, e consisteva solamente di poche parole. In seguito, Marc Okrand mise insieme le poche parole in un vero linguaggio, completo di regole grammaticali e fonologia, e arrivò perfino a pubblicare Il dizionario klingon e a creare un Klingon Language Institute. Questo linguaggio fu usato in seguito per scrivere dialoghi in klingon apparsi in diversi episodi e film successivi. Tuttavia, nonostante questo, non vi è alcuna eccezione alle regole del canone per il completo linguaggio klingon: di conseguenza solo le parole udite sullo schermo sono considerate canoniche.